# Rusk County (Wisconsin)
Rusk County is een van de 72 county's in de Amerikaanse staat Wisconsin.
De county heeft een landoppervlakte van 2.365 km² en telt 15.347 inwoners (volkstelling 2000). De hoofdplaats is Ladysmith.
Adams County · Ashland County · Barron County · Bayfield County · Brown County · Buffalo County · Burnett County · Calumet County · Chippewa County · Clark County · Columbia County · Crawford County · Dane County · Dodge County · Door County · Douglas County · Dunn County · Eau Claire County · Florence County · Fond du Lac County · Forest County · Grant County · Green County · Green Lake County · Iowa County · Iron County · Jackson County · Jefferson County · Juneau County · Kenosha County · Kewaunee County · La Crosse County · Lafayette County · Langlade County · Lincoln County · Manitowoc County · Marathon County · Marinette County · Marquette County · Menominee County · Milwaukee County · Monroe County · Oconto County · Oneida County · Outagamie County · Ozaukee County · Pepin County · Pierce County · Polk County · Portage County · Price County · Racine County · Richland County · Rock County · Rusk County · Sauk County · Sawyer County · Shawano County · Sheboygan County · St. Croix County · Taylor County · Trempealeau County · Vernon County · Vilas County · Walworth County · Washburn County · Washington County · Waukesha County · Waupaca County · Waushara County · Winnebago County · Wood County